# Sondermunitionslager Büren
Das Sondermunitionslager Büren war ein Munitionsdepot und  befand sich östlich von der ostwestfälischen Stadt Büren im Kreis Paderborn in Nordrhein-Westfalen. In ihm wurden nukleare Sprengköpfe deponiert. Bewacht wurden sie von belgischen Soldaten des 13e Artillerie Bataljon und den niederländischen Soldaten des 435 InfBevCie/RvH in Kooperation mit dem US-amerikanischen Soldaten des 5th USAAG und der 27th Ord Co.
Gelagert wurden nukleare Gefechtsköpfe für Boden-Luft-Raketen des Systems Nike-Hercules.
Von 1960 bis 1976 wurden Gefechtsköpfe vom Typ W31 für die Honest John gelagert.
Ab 1977 wurden Gefechtsköpfe vom Typ W70 für die Lance gelagert.